# روبل

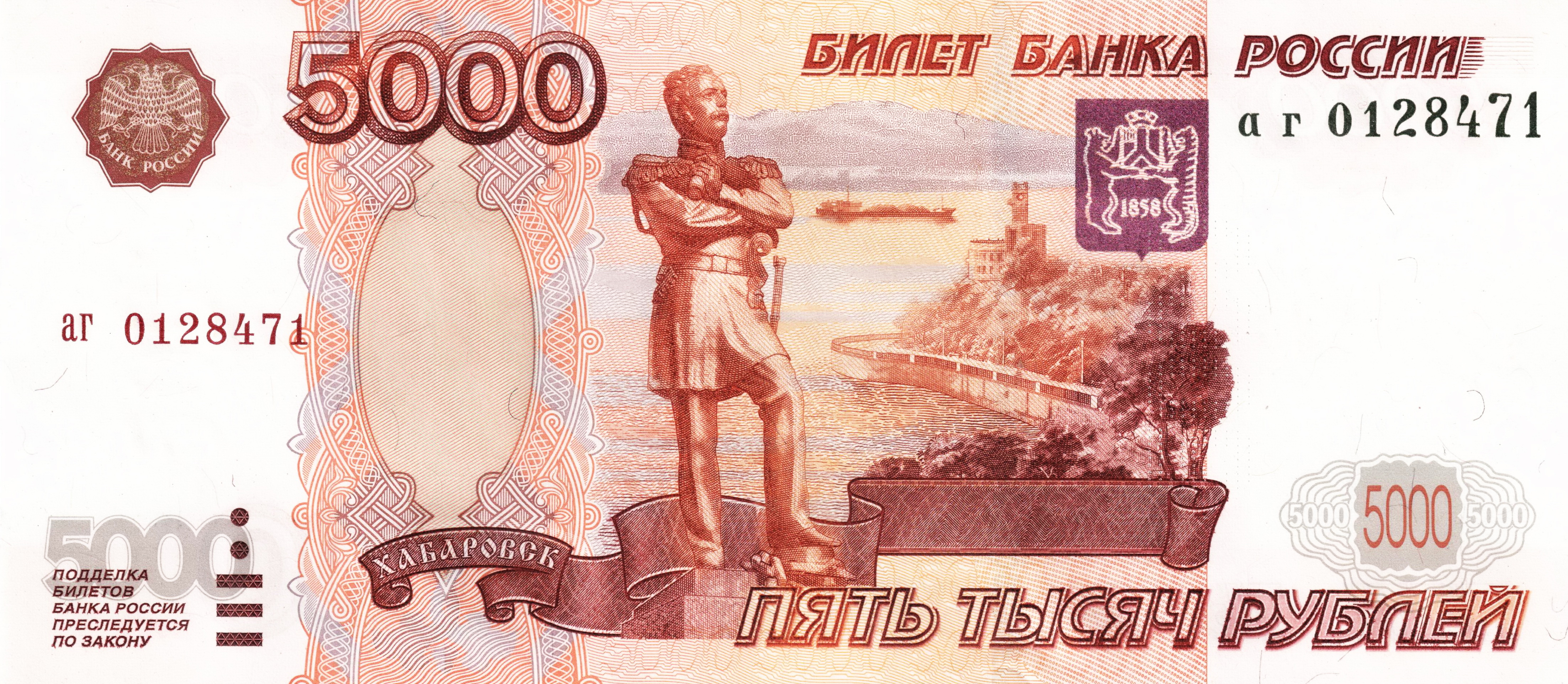
ورقة 5000 روبل روسي صدرت في عام 2006

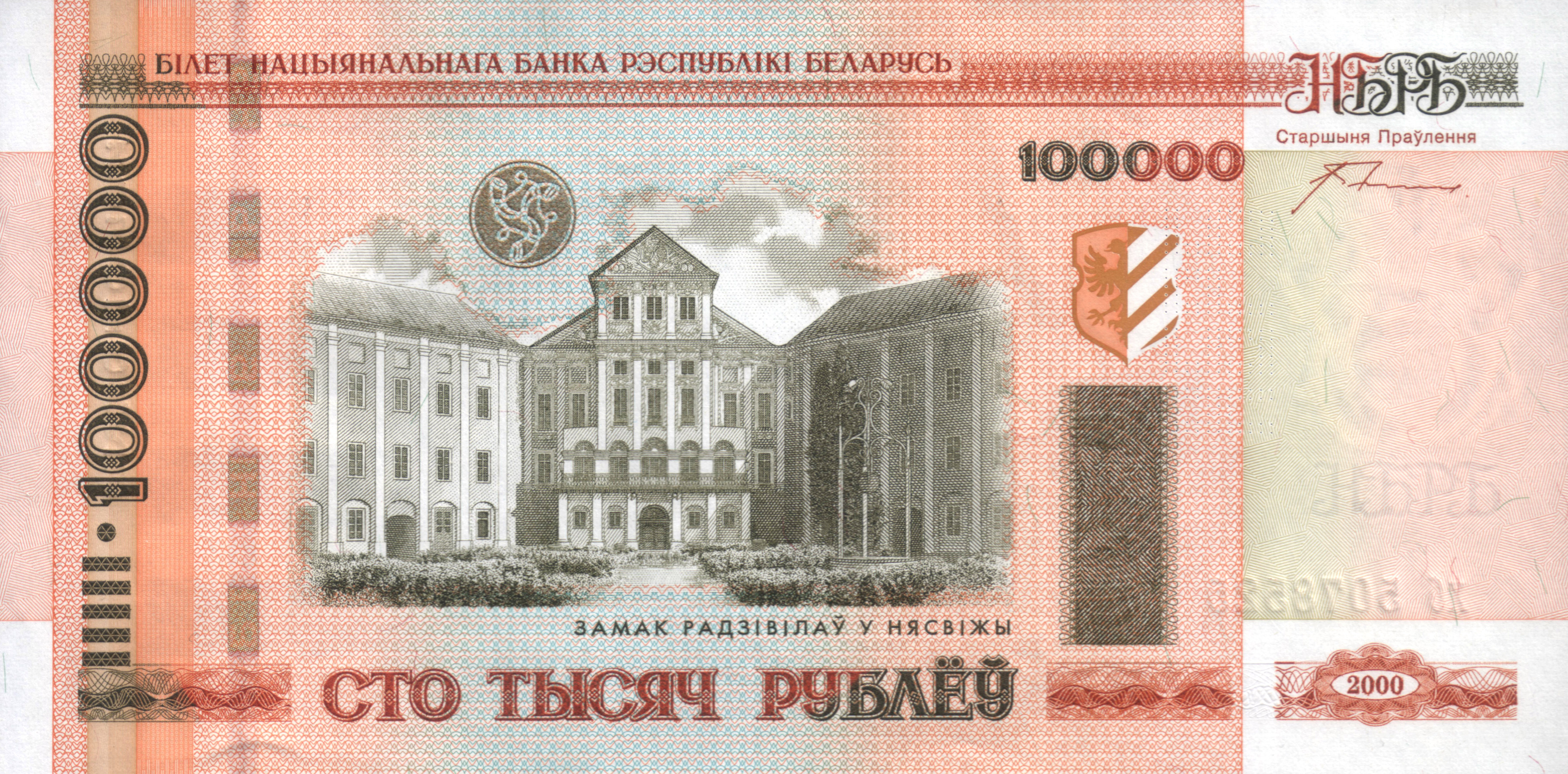
ورقة 100000 روبل بيلاروسي صدرت في عام 2000

الروبل ( /ˈruːbəl/ ، (بالروسية: рубль)‏ كان ولا يزال اسم العملة لعدد من بلدان أوروبا الشرقية ترتبط ارتباطًا وثيقًا بالاقتصاد الروسي . يعود أصل تداول الروبل إلى الامبراطورية الروسية واستمر في الاتحاد السوفياتي (الروبل السوفيتي )، وظل مستعملا كعملة وطنية في روسيا ( الروبل الروسي ) وروسيا البيضاء (الروبل البيلاروسي ). في الماضي، كان لدى العديد من الدول الأخرى المتأثرة بروسيا والاتحاد السوفيتي وحدات عملة سميت أيضًا بالروبل. ينقسم الروبل الواحد إلى 100 كوبك ( (بالروسية: копейка)‏ ).

## عملات حالية
- روبل بيلاروسيا (منذ 2016)
- روبل روسي (منذ 1998)
- روبل ترانسنيستري

## عملات مندثرة
- بيلاروسيا :
  - روبل بيلاروسيا (1992-2000)
  - روبل بيلاروسيا (2000-2016)
- روسيا (خارج جمهورية روسيا الاتحادية الاشتراكية السوفيتية) :
  - روبل الامبراطورية الروسية
  - روبل روسي (1993-1998)
- جمهورية روسيا الاتحادية الاشتراكية السوفيتية ثم الاتحاد السوفيتي :
  - روبل سوفييتي (1918-1921, 1922, 1923-1924, 1924-1947, 1947-1961, 1961-1991, 1991 وحتى 1995 في بعض جمهوريات الاتحاد السوفياتي)

- أخرى :
  - روبل أرمني
  - روبل أذري
  - روبل جورجي
  - روبل ليتوني

## روابط خارجية
- Монеты России и СССР
- تحويل العملات التاريخية القيمة التاريخية للروبل بعملات أخرى